# آنه مکینن
آنِّه ماریت مَکینِن (به فنلاندی: Anne Maarit Mäkinen) یک بازیکن زن بازنشستهٔ فوتبال اهل کشور فنلاند است؛ که برای باشگاه سوئدی آای‌ک و در شهر استکهلم بازی می‌کرد. او در پست هافبک مرکزی بازی می‌کرد. از آغاز حضورش در تیم ملی فنلاند در ژوئن ۱۹۹۱ او رکورد ۱۱۸ بازی و ۱۶ گل زده برای این تیم تا زمان بازنشستگی اش در سال ۲۰۰۹ را در تیم ملی از خود باقی گذاشت.او نخستین بازیکن فنلاندی بود که در لیگ زنان آمریکا موسوم به دابلیو یو اس بازی کرد. او به صورت دانشجویی نیز برای تیم دانشگاه نوتردام بازی کرد. باشگاه‌های دیگری که او در آن‌ها بازی کرده واشینگتن فریدام، فیلادلفیا چارج و نیوجرزی وایلدکتس بوده‌اند. او در سال ۱۹۹۷ بهترین بازیکن لیگ دانشجویی (روکی سال، به انگلیسی:Rookie) شد و در سال ۲۰۰۰ نیز عنوان باارزش‌ترین بازیکن را بدست آورد و برای چهار سال پیاپی در تیم منتخب ستارگان دانشگاه‌ها حضور داشت. در سال ۲۰۰۵ او به عنوان کاپیتان تیم فنلاند به همراه این تیم به مدال برنز مسابقات فوتبال زنان اروپا رسید که این عنوان دستاورد دوران بازیگری او در تیم ملی است. او به همراه تیم اومئا آی‌کی دو بار در سال‌های ۲۰۰۵ و ۲۰۰۶ قهرمان لیگ برتر فوتبال زنان سوئد شده‌است.
مکینن در سال ۲۰۱۱ و در آکادمی فوتبال آی‌ام‌جی در جایی که او کار خود را در فوتبال آغاز کرده بود و بیشتر در مقابل پسرها بازی می‌کرد دوران بازیگری خود را به پایان رساند.